# Falcatula tamsi
Falcatula tamsi là một loài bướm đêm thuộc họ Sphingidae. Nó được tìm thấy ở Ethiopia.
Chiều dài cánh trước là 33 mm đối với con đực.